# Billy Ocean
Pour les articles homonymes, voir Océan (homonymie).
Billy Ocean, de son vrai nom Leslie Sebastian Charles, est un chanteur de R&B britanno-trinadien né le 21 janvier 1950 à Trinité-et-Tobago.

## Biographie
Parmi ses titres les plus connus, on peut citer Caribbean Queen en 1984 ou When the Going Gets Tough, the Tough Get Going en 1986, qui fait partie de la bande originale du film Le Diamant du Nil. Il participe également à la musique du film License to Drive, sorti en 1988, avec le titre Get Outta My Dreams, Get Into My Car.
Son tube Stay the Night (en) a été utilisé comme échantillon pour le titre Easy Love de Lady, qui a connu le succès à l'été 2000.
Il continue de se produire sur scène en Europe principalement.

## Discographie

### Albums studio
- 1976 : Billy Ocean
- 1980 : City Limit
- 1981 : Nights (Feel Like Getting Down)
- 1982 : Inner Feelings
- 1984 : Suddenly
- 1986 : Emotions in Motion
- 1986 : Love Zone
- 1988 : Tear Down These Walls
- 1993 : Time To Move On
- 2009 : Because I Love You
- 2020 : One World

### Compilations sélectives
- 1989 : Greatest hits
- 1997 : L.I.F.E. (Love Is For Ever
- 2002 : The Billy Ocean Collection
- 2003 : Let's Get Back Together: The Love Songs of Billy Ocean
- 2004 : Ultimate Collection
- 2010 : The Very Best of Billy Ocean
- 2019 : Remixes and Rarities